# Иньиго Лопес де Мендоса-и-Фигероа
Иньиго Лопес де Мендоса-и-Фигероа (исп. Íñigo López de Mendoza y Figueroa; 1419 — 17 февраля 1479, Гвадалахара) — испанский дворянин и военный, 1-й граф де Тендилья (1465—1479).

## Биография
Родился в 1419 году. Второй сын Иньиго Лопеса де Мендосы, 1-го маркиза Сантильяна (1398—1458), и Каталины Суарес де Фигероа. Брат Диего Уртадо де Мендосы, 1-го герцога дель Инфантадо, и кардинала Педро Гонсалеса де Мендоса.
Он с самого раннего возраста увлекся политикой и изобразительным искусством. Вместе со своим отцом он участвовал в различных кампаниях против королевства Гранада. Особенно известен его личный бой против уроженца Гранады Абенурракса, который, по словам дона Гаспара Ибаньеса де Мендосы, «убил за свою личность» во время осады Уэльмы весной 1438 года. Он также сражался против наваррцев в первой битве при Ольмедо в мае 1445 года, а затем в различных стычках во время гражданской войны в Кастилии.
Он часто бывал при дворе Энрике IV и был назначен послом на Мантуанском соборе, созванном папой римским Пием II. По возвращении король поблагодарил его за услуги, пожаловав ему в 1468 году титул 1-го графа де Тендилья.
В 1458 году он унаследовал по отцовской воле власть над городом Тендилья и местами Арансуэке, Армунья-де-Тахунья и Фуэнтельвьехо, а в 1470 году Энрике IV сделал его сеньором города Уэте в награду за его услуги. Он расширил свои владения в 1475 году, купив близлежащий город Лоранка-де-Тахунья у графа Мединасели.
Когда семья Мендоса поддержала дело Хуаны ла Бельтранехи, Иньиго был хранителем и управляющим их имуществом в городе Буитраго, который в 1468 году прибил к двери церкви Кольменар-де-Ореха, где находились инфанта Изабелла и Энрике IV, письменный протест против признания Изабеллы наследницей кастильского престола.
Когда Диего Уртадо Мендоса во главе с его братом кардиналом Мендосой перешел на сторону инфанты Изабеллы в 1473 году, он действовал в соответствии с семейным кланом, несмотря на свои прежние связи с доньей Хуаной. Однако в битве при Торо в 1476 году он не участвовал.
Он женился на Эльвире де Киньонес и Толедо, дочери Диего Фернандеса де Киньонеса (1370—1444/1445), которая пожертвовала половину города Мондехар в качестве приданого. Двое из его сыновей добьются большой известности в свое время: дон Иньиго Лопес де Мендоса-и-Киньонес Гран Тендилья (1440—1515) и дон Диего Уртадо де Мендоса (1444—1502), добившийся сана архиепископа Севильи и кардинала.
Он составил завещание в Тендилье 25 августа 1473 года перед государственным нотариусом Хуаном Паэсом де Пеньяльвером, оставив поместье Тендилья своему сыну Иньиго Лопесу де Мендоса-и-Киньонесу. Он умер в Гвадалахаре и был торжественно похоронен в монастыре Санта-Ана-де-Тендилья в великолепном мавзолее в стиле эпохи Возрождения, который он разделил со своей женой и в значительной степени оплатил его сын Дон Диего.
Его останки покоились там несколько столетий, пока 15 января 1809 года наполеоновские войска не разграбили Тендилью и не осквернили его монастырь Санта-Ана с гробницами графов. Скульптуры эпохи Возрождения Дона Иньиго и Доньи Эльвиры будут перенесены спустя годы после конфискации монастыря в 1845 году в церковь Сан-Хинес в Гвадалахаре. И там они были уничтожены, 22 июля 1936 года, ополченцами из республиканской колонны подполковника Ильдефонсо Пучдендоласа.